# Chitry
Chitry ist eine französische Gemeinde mit 348 Einwohnern (Stand: 1. Januar 2022) im Département Yonne in der Region Bourgogne-Franche-Comté (vor 2016 Bourgogne) im Osten Frankreichs. Die Gemeinde gehört zum Arrondissement Auxerre und zum Kanton Chablis.

## Geografie
Chitry liegt etwa neun Kilometer ostsüdöstlich von Auxerre. Umgeben wird Chitry von den Nachbargemeinden Venoy im Norden und Nordwesten, Courgis im Norden und Osten, Saint-Cyr-les-Colons im Süden und Südosten, Saint-Bris-le-Vineux im Süden und Südwesten sowie Quenne im Westen.
Die Gemeinde liegt im Weinbaugebiet Bourgogne.

## Bevölkerungsentwicklung
| Jahr                       | 1962 | 1968 | 1975 | 1982 | 1990 | 1999 | 2006 | 2018 |
| -------------------------- | ---- | ---- | ---- | ---- | ---- | ---- | ---- | ---- |
| Einwohner                  | 351  | 297  | 308  | 372  | 329  | 334  | 340  | 349  |
| Quellen: Cassini und INSEE |      |      |      |      |      |      |      |      |

## Sehenswürdigkeiten
- Kirche Saint-Valérien aus dem 13. Jahrhundert, Monument historique

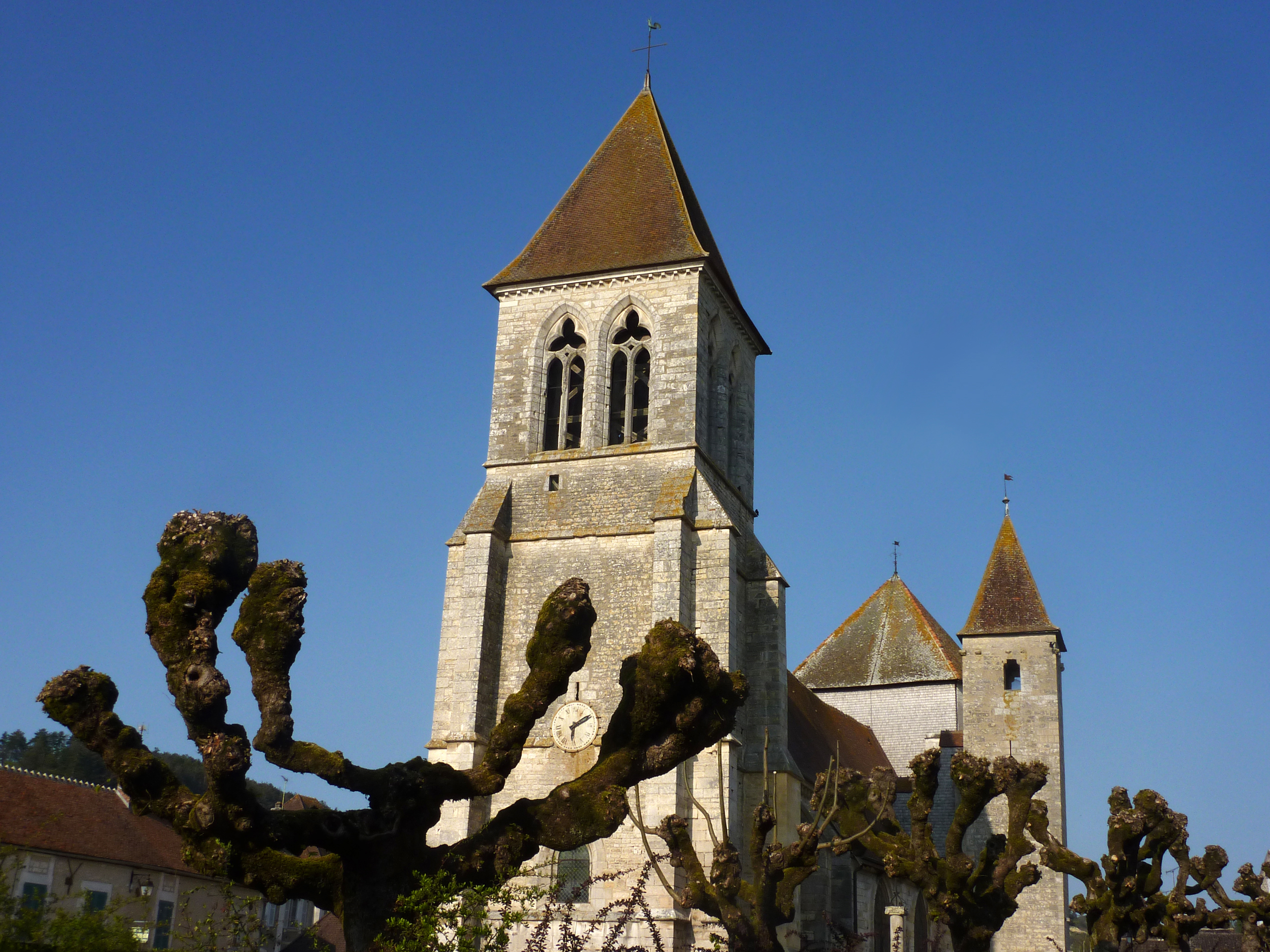
Kirche Saint-Valérien